# Alisterus
Alisterus là một chi chim trong họ Psittacidae.

## Hình ảnh

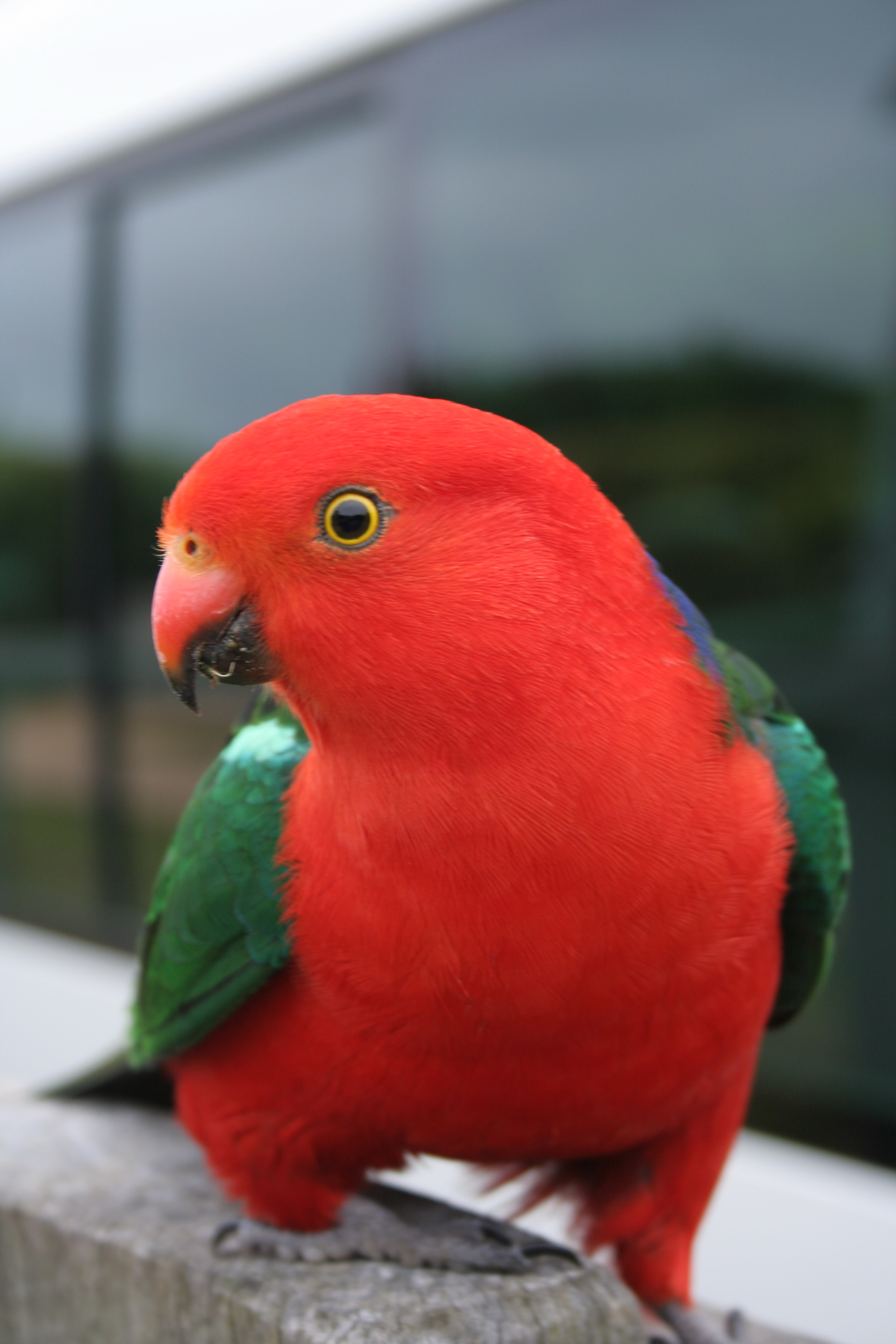
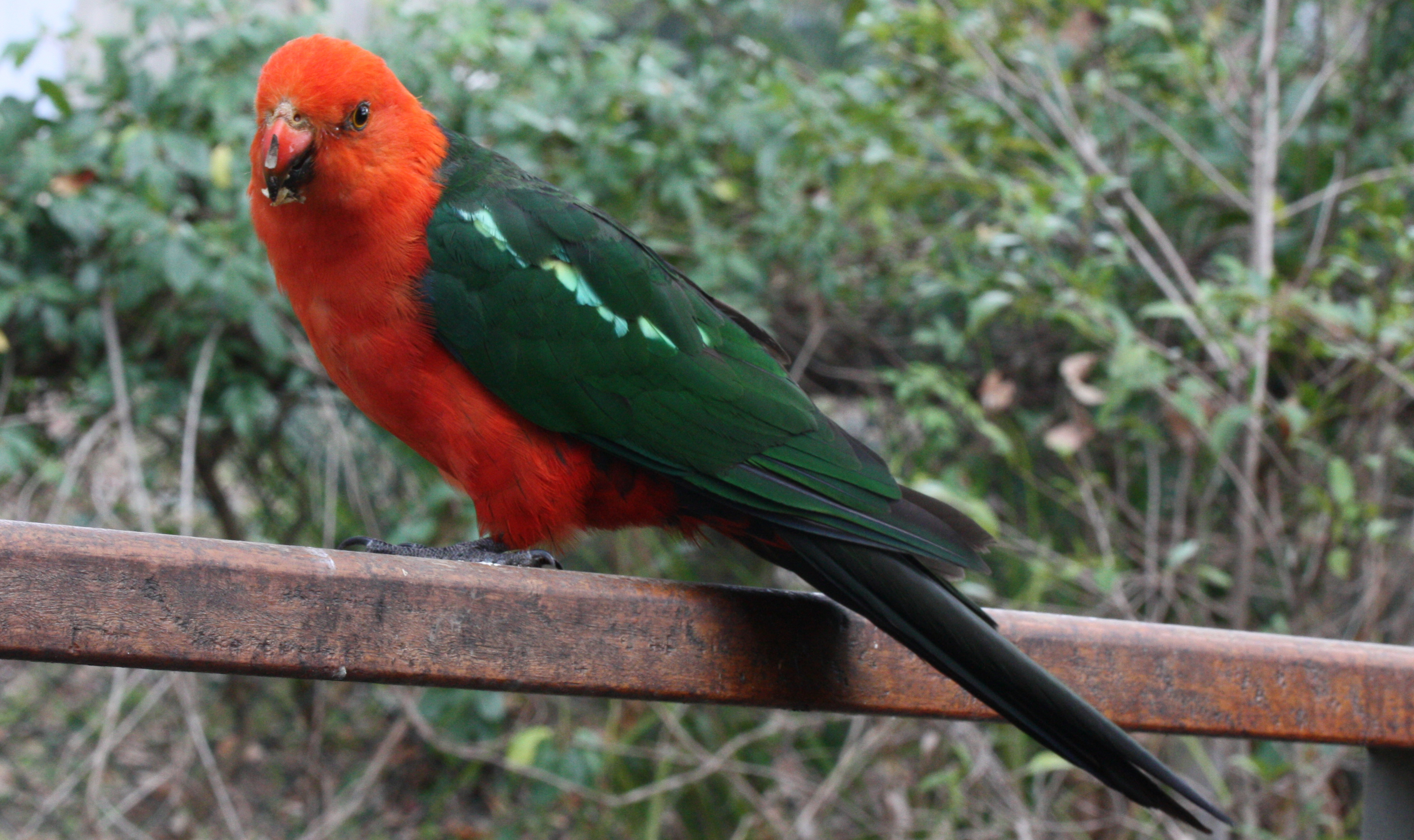
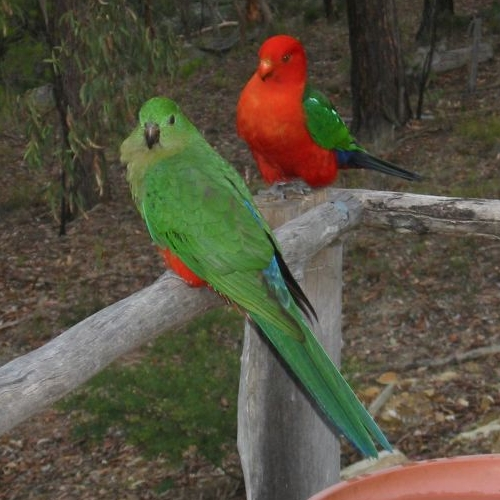
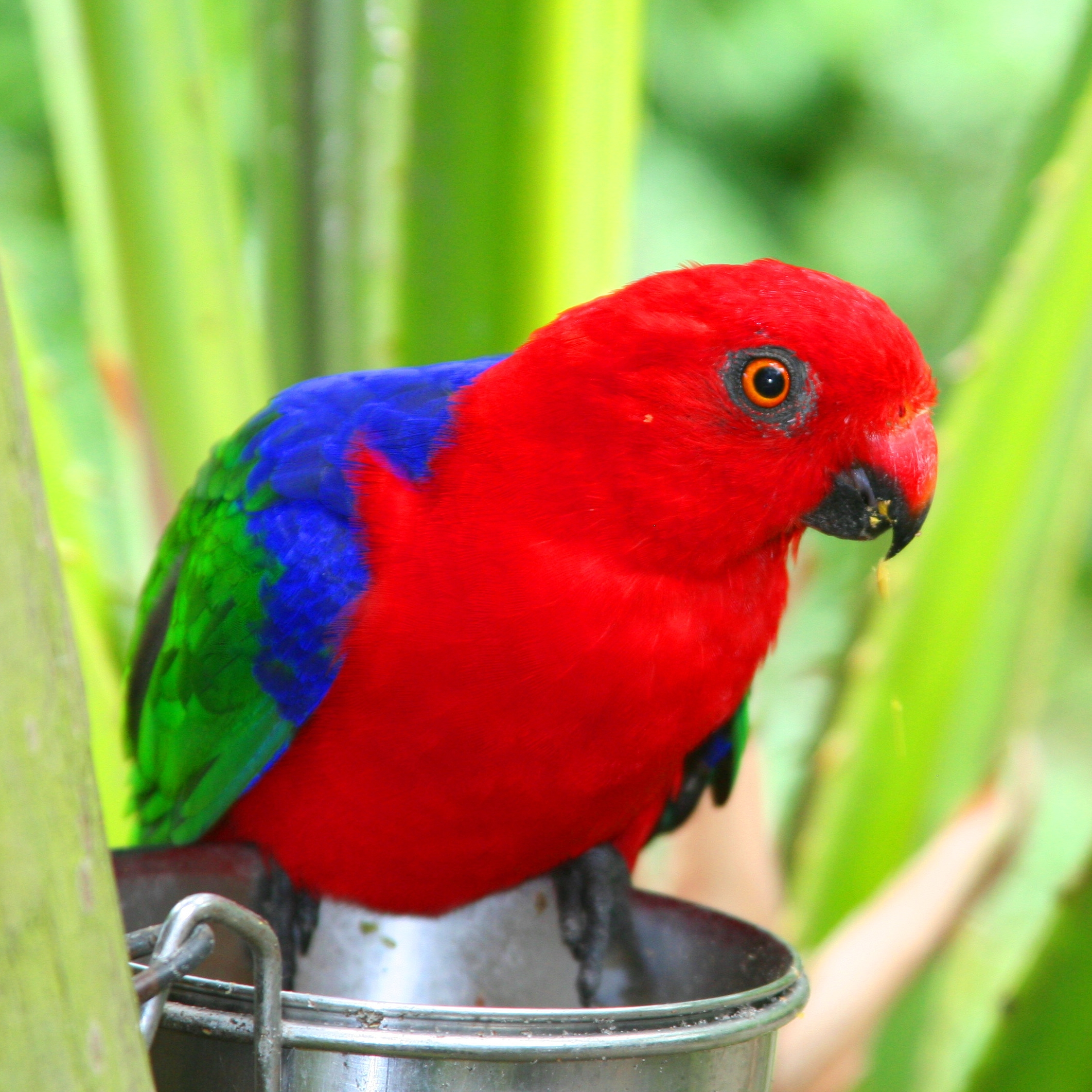
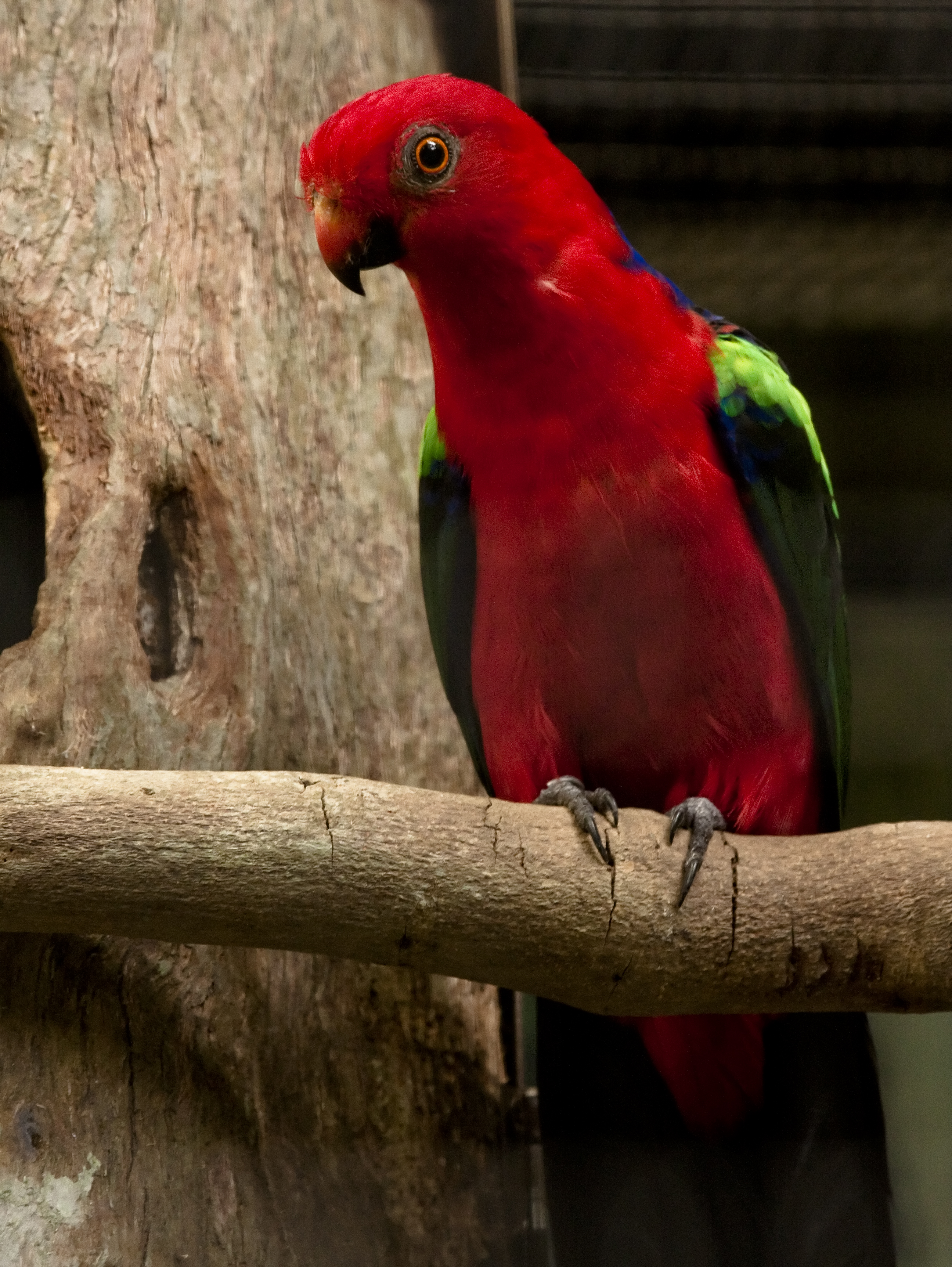